# Abraxas subflava
Abraxas subflava là một loài bướm đêm trong họ Geometridae.